# Kathy Acker
Karen Lehman (Nova York, 18 d'abril de 1947 - Tijuana, 30 de novembre de 1997), més coneguda com Kathy Acker, va ser una novel·lista experimental, dramaturga, assagista i escriptora postmoderna estatunidenca, coneguda per la seva escriptura idiosincràtica i transgressora que tracta temes com el trauma infantil, la sexualitat i la rebel·lió. Algunes de les seues influències són els poetes del Black Mountain College, William Burroughs, David Antin, Carolee Schneeman, Eleanor Antin, la teoria crítica francesa, el misticisme i la pornografia.

## Biografia
La seva família era d'origen jueu. La seva àvia paterna, Florence Weill, era una jueva austríaca que havia heretat una petita fortuna del negoci de fabricació de guants del seu marit. Els avis d'Acker es van exiliar d'Alsàcia-Lorena abans de la Primera Guerra Mundial a causa del creixent nacionalisme alemany d'entreguerres, i es van traslladar primer a París i després als Estats Units d'Amèrica (EUA).
La relació amb la seva mare dominant estava plena d'hostilitat i ansietat perquè Acker se sentia no estimada ni desitjada. Acker es va criar a la casa de la seva mare i el seu padrastre al barri de Sutton Place, al pròsper Upper East Side de Manhattan. El 1978, Claire Alexander, la mare de Karen, es va suïcidar. Quan era adulta, Acker va intentar localitzar el seu pare però va abandonar la recerca després de descobrir que el seu pare havia desaparegut després de matar un intrús al seu iot i passar sis mesos en un hospital psiquiàtric fins a ser excusat dels càrrecs d'assassinat.
A la Universitat de Brandeis va estudiar literatura clàssica amb Angela Davis. Després es va traslladar per assistir a la Universitat de Califòrnia a San Diego, on David Antin, Eleanor Antin i Jerome Rothenberg eren part del professorat. Es va llicenciar l'any 1968. Després d'anar a viure a Nova York, va cursar dos anys de postgrau a la Universitat de la Ciutat de Nova York, especialitzant-se en grec. Durant la seva estada a Nova York va treballar com a dependenta, secretària, stripper i actriu porno.
El 1966, es va casar amb Robert Acker. La seva primera obra va ser impresa com a part del naixent moviment underground literari de la ciutat de Nova York a mitjans dels anys 1970. Durant la dècada del 1970, Acker sovint va anar i tornar entre San Diego, San Francisco i Nova York. Es va casar amb el compositor i músic experimental Peter Gordon poc abans del final de la seva relació de set anys. Més endavant, va tenir relacions amb el teòric, editor i crític Sylvère Lotringer i després amb el cineasta i teòric del cinema Peter Wollen. El 1996, Acker va deixar San Francisco i es va traslladar a Londres per a viure amb l'escriptor i crític musical Charles Shaar Murray.
Es va casar dues vegades. Encara que la majoria de les seves relacions van ser amb homes, era obertament bisexual. El 1979, va guanyar el Pushcart Prize amb el conte «New York City in 1979». Durant la dècada del 1980, va viure a Londres, on va escriure diverses de les seves obres més aclamades per la crítica. Després de tornar als EUA a finals de la dècada del 1980, va treballar com a professora adjunta al San Francisco Art Institute durant sis anys i com a professora visitant a diverses universitats, com ara la Universitat d'Idaho, la Universitat de Califòrnia a San Diego, la Universitat de Califòrnia a Santa Bàrbara, l'Institut de les Arts de Califòrnia i al Roanoke College.
L'abril de 1996, Acker va ser diagnosticada amb càncer de mama i va optar per una doble mastectomia. El gener de 1997, va escriure sobre la seva pèrdua de fe en la medicina convencional en un article The Guardian, «The gift of disease». A l'article explica que després d'una cirurgia infructuosa, que la va deixar mutilada físicament i afeblida emocionalment, va rebutjar la passivitat del pacient en el pràctica mèdica convencional i va començar a buscar l'assessorament de nutricionistes, acupuntors, curanderos i herbolaris xinesos. Va trobar atractiva l'afirmació que en lloc de ser un objecte de coneixement, com en la medicina occidental, el pacient esdevé un vident, un cercador de saviesa, que la malaltia esdevé el professor i el pacient l'estudiant. Després de seguir diverses formes de medicina alternativa a Anglaterra i als EUA, Acker va morir un any i mig després, el 30 de novembre de 1997, als 50 anys, per complicacions del càncer en una clínica de Tijuana.

## Estil literari
Acker es va associar amb el moviment punk de Nova York de finals de la dècada del 1970 i principis dels 1980, i l'estètica punk va influir en el seu estil literari. A la dècada del 1970, abans que el terme «postmodernisme» fos popular, Acker va començar a escriure amb característiques que finalment es considerarien postmodernes. El seu polèmic conjunt d'obres manlleva en gran manera els estils experimentals de William Burroughs i Marguerite Duras. Les seves estratègies d'escriptura de vegades utilitzen formes de pastitx i despleguen la tècnica del cutting-up de Burroughs, que implica retallar i barrejar passatges i frases de manera aleatòria. Acker va definir la seva escriptura dintre de la tradició europea de la nouveau roman.
En els seus textos combina elements biogràfic sobre poder, sexe i violència. De fet, els crítics sovint comparen la seva escriptura amb la d'Alain Robbe-Grillet, Jean Genet, Gertrude Stein i de les fotògrafes Cindy Sherman i Sherrie Levine. Les novel·les d'Acker també mostren una fascinació pels tatuatges i va dedicar Empire of the Senseless al seu tatuador.

## Obra publicada
- Politics (1972; excerpts published in Hannibal Lecter, My Father (1991); full text published in Kathy Acker (1971-1975) (2019)
- The Burning Bombing of America: The Destruction of the United States (pub. 2002, from manuscript 1972)
- Rip-Off Red, Girl Detective (pub. 2002, from manuscript 1973)
- Childlike Life of the Black Tarantula By the Black Tarantula (1973)
- I Dreamt I Was a Nymphomaniac: Imagining (1974)
- Haiti: A Trip to the Voodoo Doctor (Travelers Digest Issue 1, Volume 1, 1977; later published in Kathy Goes to Haiti)
- Adult Life of Toulouse Lautrec (1978)
- Florida (1978)
- Kathy Goes To Haiti (1978)
- The Seattle Book: For Randy and Heather (1980, with illustrations)
- The Persian Poems by Janey Smith (Travelers Digest Issue 2, Volume 1, ed. Jeff Goldberg, 1980; poems from Blood and Guts in High School, with drawings by Robert Kushner, 1980)
- N.Y.C. in 1979 (1981)
- Hello, My Name Is Erica Jong (1982; also available in Blood and Guts in High School)
- Translations of the Diaries of Laure the Schoolgirl (1983)
- Implosion (1983; also available in My Death My Life by Pier Paolo Pasolini)
- Great Expectations (1983)
- Algeria: A Series of Invocations Because Nothing Else Works (1984)
- My Death My Life by Pier Paolo Pasolini (1984)
- Blood and Guts in High School (1984)
- Don Quixote: Which Was a Dream (1986)
- Lust: A Sailor's Slight Identity (1987, available in Hannibal Lecter, My Father)
- Literal Madness: Three Novels (Reprinted 1987; contains Kathy Goes to Haiti, My Death My Life by Pier Paolo Pasolini, Florida)
- Young Lust (1988; contains Kathy Goes to Haiti, The Adult Life of Toulouse Lautrec by Henri Toulouse Lautrec, and Florida)
- Empire of the Senseless (1988)
- In Memoriam to Identity (1990)
- Hannibal Lecter, My Father (1991)
- Portrait of an Eye (1992, includes early novels Childlike Life of the Black Tarantula By the Black Tarantula (1973); I Dreamt I Was a Nymphomaniac: Imagining (1974); Adult Life of Toulouse Lautrec (1978)
- My Mother: Demonology (1994)
- Pussycat Fever (with Diane Dimassa and Freddie Baer, illustrators, 1995)
- Pussy, King of the Pirates (1996)
- Portrait of an Eye: Three Novels (Reprinted 1998)
- Eurydice in the Underworld (1998)
- Essential Acker: The Selected Writings of Kathy Acker (2002)[17]
- New York City in 1979 (2018, Penguin Modern)
- Kathy Acker (1971–1975) (2019, Éditions Ismael, 656 pgs.), ed. Justin Gajoux and Claire Finch, critical edition of unpublished early writings from 1971 to 1975